# Enzo Castillo
Enzo Castillo Chuchón (Lima, 9 de enero de 1987) es un exfutbolista peruano. Jugaba de volante. Tiene 38 años y es hijo del exfutbolista y entrenador Alberto Agustín Castillo.

## Selección nacional
Ha sido internacional con la selección de fútbol del Perú, con la que disputó el Campeonato Sudamericano Sub-20 de 2007 en Paraguay.

## Clubes
| Club                      | País | Año         |
| ------------------------- | ---- | ----------- |
| Sporting Cristal "B"      | Perú | 2004 - 2005 |
| Sporting Cristal          | Perú | 2004        |
| Universidad César Vallejo | Perú | 2006        |
| Deportivo Municipal       | Perú | 2007        |
| Sport Ancash              | Perú | 2008 - 2010 |
| Alianza Unicachi          | Perú | 2011        |
| Sport Boys                | Perú | 2011        |
| Universitario Grau        | Perú | 2012        |
| Carlos A. Mannucci        | Perú | 2013        |
| Sport Boys                | Perú | 2014 - 2015 |
| Cienciano                 | Perú | 2016        |
| Deportivo Hualgayoc       | Perú | 2017        |